# سام مكمان
سام مكمان (بالإنجليزية: Sam McMahon)‏ (10 فبراير 1976 في المملكة المتحدة - ) هو لاعب كرة قدم بريطاني في مركز الوسط. لعب مع ستيفيناغ بوروه وكامبريدج يونايتد وليستر سيتي ونادي بيرتن ألبيون وStamford A.F.C. ‏ ونادي كينغز لين وهنكلي يونايتد ‏.

## وصلات خارجية
- سام مكمان على موقع قاعدة بيانات كرة القدم.إي يو (الإنجليزية)
- سام مكمان على موقع Soccerbase.com (لاعب) (الإنجليزية)
- سام مكمان على موقع عالم كرة القدم.نت (الإنجليزية)